# Roberto Gasparro
Roberto Gasparro (Moncalieri, 7 febbraio 1975) è un regista cinematografico e sceneggiatore italiano.

## Biografia
Dall'età di 15 anni scrive canzoni, testi e coltiva la passione diventata per quel che diventerà la sua professione. Dopo il diploma, si iscrive al politecnico di Torino alla facoltà di ingegneria che però non porterà a termine.
Dal 2015 al 2018 scrive 98 puntate di sitcom e collabora con alcuni comici di Zelig tra cui Franco Neri, che sceglierà come protagonista per il suo primo film Il cielo guarda sotto.
Nel 2019 scrive e dirige il film (con protagonista Tony Sperando) dal titolo Qui non si muore premiato al Festival internazionale del cinema di Salerno per la migliore sceneggiatura. Nel 2020 invece è la volta di Lui è mio padre con protagonista Gianni Parisi. Il film è tra gli iscritti al David di Donatello 2021  ma non rientra nella cinquina dei candidati. Nel giugno del 2022 esce al cinema la sua opera quarta Stessi battiti, un film per ragazzi sul ciclismo con la partecipazione del campione del mondo Claudio Chiappucci.

## Filmografia

### Regista e sceneggiatore
- Il cielo guarda sotto (2019)
- Qui non si muore (2019)
- Lui è mio padre (2020)
- Stessi battiti (2022)
- La chiocciola (2023)
- Chi sono io (2025)  – uscita in sala 8 maggio 2025[8][9]